# Pedro Ojeda
Pedro Pablo Ojeda Palacios (Oaxaca de Juárez, Oaxaca; 29 de junio de 1856-Ciudad de México;12 de julio de 1925) fue un militar mexicano, general de división.
Fue hijo del también militar José Guadalupe Ojeda Guzmán y de Lorenza Palacios.
Participó destacadamente en la Revolución mexicana. Llegó a ser general de las fuerzas federales en Sonora designado por Porfirio Díaz desde 1910. Victoriano Huerta lo ratificó como general de brigada el 22 de mayo de 1913, al frente de las zonas norte y centro del estado de Sonora, pero fue derrotado en Naco, Sonora, por el general Álvaro Obregón a mediados de abril de 1913, pasándose Ojeda del lado estadounidense para de ahí dirigirse y continuar su lucha desde Guaymas. Ojeda pretendió capturar Hermosillo, pero volvió a ser derrotado por el general Álvaro Obregón en Ortiz y Santa María. Fue nombrado General de División el 13 de diciembre de 1913. Después operó en otras regiones como Sinaloa y Nayarit; al término de la lucha se encontraba en Cuernavaca, Morelos, plaza que abandonó en  agosto de 1914, no sin antes matar en su huida a 3 importantes jefes zapatistas.